# L'organizzazione ringrazia firmato il Santo
L'organizzazione ringrazia firmato il Santo (The Fiction Makers) è un film britannico del 1968, diretto da Roy Ward Baker, avente per protagonista il personaggio di Simon Templar.
Fu la prima distribuzione cinematografica di due episodi della serie televisiva Il Santo, in realtà un episodio diviso in due parti, The Fiction-Makers.

## Trama
Simon Templar viene assunto da un amico nell'editoria di libri per proteggere una delle sue star, un recluso segreto di nome Amos Klein che scrive una popolare (e redditizia) serie di romanzi di spionaggio. Quando arriva a casa di Klein in campagna, sente le urla di una donna e diversi spari. Correndo in suo soccorso, trova una donna legata e che impugna un revolver dietro la schiena. Dopo averla slegata, scopre che Amos Klein è in realtà una donna che ha adottato uno pseudonimo maschile per aumentare le vendite dei suoi romanzi. Spiega che deve essere in grado di fare tutto ciò che fa il suo personaggio nei romanzi e che stava solo facendo delle ricerche.
La coppia viene presto rapita da un gruppo di persone che affermano di essere membri di S.W.O.R.D., l'organizzazione malvagia dei romanzi di Amos Klein. Il loro leader, Warlock, la mente del gruppo, crede che Simon Templar debba essere l'Amos Klein che sta cercando e che la donna debba essere la sua segretaria. Quindi scoprono cosa vogliono i rapitori: che Amos Klein scriva la trama della loro prossima grandiosa rapina, ai danni di un deposito blindato dove sono custoditi pietre preziose per un valore di molti milioni di sterline. Simon Templar, grazie a uno stratagemma, riuscirà a sventare il colpo e a sgominare l'organizzazione.

## Distribuzione
Il film venne distribuito nelle sale britanniche l'8 dicembre 1968. In Germania venne distribuito con il titolo Hermetico - Die unsichtbare Region in una versione ridotta a 89 minuti; la versione integrale venne proposta in DVD soltanto nell'agosto 2017. In Italia il film venne distribuito nelle sale soltanto nel luglio del 1973. 